# Campsiura xanthorrhina
Campsiura xanthorrhina är en skalbaggsart som beskrevs av Hope 1831. Campsiura xanthorrhina ingår i släktet Campsiura och familjen Cetoniidae. Inga underarter finns listade.